# 博別爾河 (斯盧奇河支流)
博別爾河（烏克蘭語：Бобер），是烏克蘭的河流，位於該國西北部，屬於斯盧奇河的支流，發源自莫丘良卡東北面，流經羅夫諾州，河道全長51公里，流域面積466平方公里。